# Xueshan
Xueshan o Hsuehshan (en chino, 雪山; literalmente, ‘Montaña Nevada’) es una montaña en el distrito de Heping, Taichung, Taiwán. Es la segunda montaña en altitud de Taiwán y en Asia oriental, con 3.886 m s. n. m. Se encuentra en el parque nacional Shei-Pa y es visible con buen tiempo desde las colinas cercanas a la capital de Taiwán, Taipéi.

## Historia
A finales del siglo XIX y principios del XX, los occidentales conocieron este pico como monte Sylvia. En 1923 (véase Ocupación japonesa de Taiwán), la montaña fue bautizada como Tsugitakayama (次高山), literalmente la "Segunda Montaña Más Alta", porque en el Imperio japonés de la época, sólo el Yu Shan (también en Taiwán) era más alto. Ambos superaban en altura al monte Fuji. Fue escogido como parte del parque nacional Tsugitaka-Taroko (次高タロコ国立公園) por el Gobernador General de Taiwán el 12 de diciembre de 1937.

## Ascendiendo el Xueshan

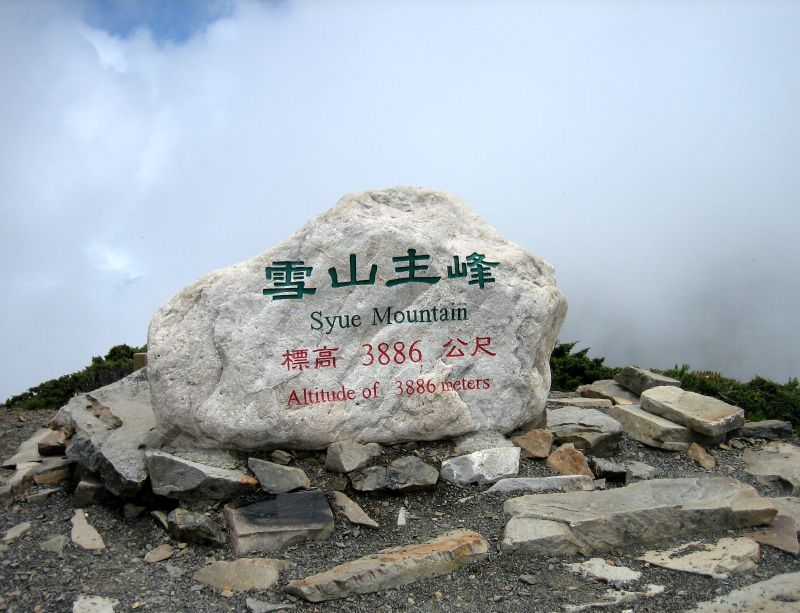
La cumbre de la montaña.

Xueshan forma parte del parque nacional Shei-Pa por lo que quienes deseen subirlo tienen que solicitar autorización al parque. Puede lograrse en 7–30 días. Después, debe pedirse una autorización a la policía de montaña. Esto puede hacerse en la estación de policía de la granja Wuling en el momento.
Hay dos cabañas en el sendero. La primera de ellas, el refugio Qika o Chika está a los dos kilómetros. La segunda, el refugio 369, está en la marca de los 6,9 km. Ambos son muy básicos, con literas. Los senderistas han de llevar su propio material para dormir y comer.
El pico está en la marca de los 10,9 km.